# Phyllanthus macrocalyx
Phyllanthus macrocalyx är en emblikaväxtart som beskrevs av Johannes Müller Argoviensis. Phyllanthus macrocalyx ingår i släktet Phyllanthus och familjen emblikaväxter. Inga underarter finns listade i Catalogue of Life.